# Рыбаков, Моисей Александрович
Моисе́й Алекса́ндрович Рыбако́в (21 января 1919, Иркутск — 17 июля 1943, река Миус, Ростовская область) — русский советский поэт.
Участник Великой Отечественной войны. Кавалер орденов Отечественной войны I степени, Красной Звезды.

## Биография
Родился 21 января 1919 года в Иркутске в семье служащего. Детские годы прошли в Бодайбо. В 1930 году семья возвращается в Иркутск.
В 1936 году с отличием окончил школу № 11 г. Иркутска.
В 1941 году с отличием окончил физико-математический факультет Иркутского государственного университета, был приглашён в аспирантуру.
Ушёл добровольцем на фронт. Занимал должности от старшего адъютанта до заместителя начальника штаба инженерной бригады.
17 июля 1943 года погиб при подготовке переправы частей Советской Армии через реку Миус около села Русское Ростовской области. Похоронен в братской могиле.

## Творчество
Начал печататься в 1939 году.
Стихи публиковались в коллективных сборниках, альманахах «Новая Сибирь» и «Сибирские огни».
В 1940 году отправился в летний военный лагерь в качестве члена литературно-шефской бригады Иркутского отделения Союза писателей СССР. Руководили бригадой Иван Молчанов-Сибирский и Георгий Марков. В бригаде принимали участие: Анатолий Ольхон, Агния Кузнецова, Иннокентий Луговской, Александр Гайдай.
В 1971 году в Восточно-Сибирском книжном издательстве (Иркутск) вышла первая книга — сборник стихов «Грань».
В Иркутске произведения входят в региональную школьную программу по внеклассному чтению.

## Награды
- Орден Отечественной Войны I степени — посмертно
- Орден Красной Звезды — посмертно[4]

## Память
- В Иркутске имя Моисея Рыбакова увековечено на мемориальной доске, установленной на здании средней школы № 11, наряду с именами других выпускников, погибших в Великой Отечественной войне[6].
- На здании Иркутского государственного университета, где учился Моисей Рыбаков, установлена мемориальная доска в память о нём[4].